# Липченко Олег Юрійович
Олег Юрійович Липченко (англ. Oleg Yurievich Lipchenko; народився 13 липня 1957) — український і канадський художник, ілюстратор і педагог. Олег створює олійні картини та графіку. У його доробку ілюстратора — дитячі книжки, обкладинки книг та наукові ілюстрації. Його перша книжка для дітей «Катя, Котя та штучне сонце» (Katja, Kotja und die kunstliche Sonne) була опублікована в 1993 році в Esslinger Verlag, Штутгарт, Німеччина. Він є членом Канадського товариства дитячих письменників, ілюстраторів та виконавців (Canadian Society of Children's Authors, Illustrators and Performers).

## Життєпис
Олег Липченко народився та виріс в Україні. Малювати він учився в Полтавській художній школі.. Пізніше вступив до Полтавської політехніки імені Юрія Кондратюка, де вивчав архітектуру та здобув ступінь магістра.
Після закінчення навчання Олег Липченко кілька років працював архітектором та викладачем малювання, живопису та композиції в художній школі.
У 1999 році Олег з родиною переїхав до Торонто, що в провінції Онтаріо, (Канада). Тут він вивчав цифровий дизайн у студії «Цифрові медіа» (Digital Media) та пізніше працював у фірмі IBM як мультимедійний дизайнер, і одночасно в анімаційній студії фільмів «Нельвана» (Nelvana) — як художник.
Олег Липченко мешкає в Торонто.

## Нагороди
Олег Липченко у 2009 році виграв нагороду Канадська премія Елізабети Мразік-Клівер для ілюстрованих книжок за свої ілюстрації у книжці «Пригоди Аліси в країні чудес», яку опублікувала студія (Treasure) та (Tundra Books).